# Collinsia
Collinsia é um género botânico pertencente à família Plantaginaceae. Tradicionalmente este gênero era classificado na família das Scrophulariaceae.
É endemico na América do Norte.

## Espécies
Composto por 19 espécies confirmadas:
- Collinsia antonina Hardham
- Collinsia bartsiifolia Benth.
- Collinsia callosa Parish
- Collinsia childii Parry ex A.Gray
- Collinsia concolor Greene
- Collinsia corymbosa Herder
- Collinsia greenei A.Gray
- Collinsia heterophylla Graham
- Collinsia linearis A.Gray
- Collinsia multicolor Lindl. & Paxton
- Collinsia parryi A.Gray
- Collinsia parviflora Douglas ex Lindl.
- Collinsia parvula Rydb.
- Collinsia rattanii A.Gray
- Collinsia sparsiflora Fisch. & C.A.Mey.
- Collinsia tinctoria Hartw. ex Benth.
- Collinsia torreyi A.Gray
- Collinsia verna Nutt.
- Collinsia violacea Nutt.

## Nome e referências
Collinsia Nutt.